# Ronan Carolino Falcão
Ronan Carolino Falcão (en chino tradicional, 路蘭 Ronan; Magé, Brasil, 7 de mayo de 1985), más conocido como Ronan, es un futbolista naturalizado ecuatoguineano, quien se desempeña como marcador central y juega para el America-RJ en la Copa Río (Brasil). 

## Trayectoria
Nació en el barrio de Magé, en la ciudad brasileña de Río de Janeiro, y empezó su carrera en el Cruzeiro.

### Citizen AA (2007–2008)
En agosto de 2007, el club de Hong Kong Citizen AA arregló con Ronan, a préstamo del Friburguense hasta el fin de la temporada.

## Selección nacional
Ronan debutó en la selección ecuatoguineana el 26 de febrero de 2006 en un partido amistoso ante Benín en Cotonú. Ese día la Nzalang Nacional (seudónimo de la selección ecuatoguineana) venció por 1 a 0. El 1º de junio de 2008 anota el primero de los dos goles en la victoria 2 por 0 ante Sierra Leona, válido por la clasificación a la Copa Mundial de Fútbol de 2010.

### Goles internacionales
| # | Fecha              | Lugar                                | Rival        | Gol | Resultado | Competición                |
| - | ------------------ | ------------------------------------ | ------------ | --- | --------- | -------------------------- |
| 1 | 1 de junio de 2008 | Estadio de Malabo, Guinea Ecuatorial | Sierra Leona | 1–0 | 2–0       | Clasificación Mundial 2010 |

## Clubes
| Club                                        | País      | Año           |
| ------------------------------------------- | --------- | ------------- |
| São José (RJ)                               | Brasil    | 2002-2004     |
| Cruzeiro                                    | Brasil    | 2004-2005     |
| Friburguense                                | Brasil    | 2006-2008     |
| Citizen AA (a préstamo de Friburguense)     | Hong Kong | 2007-2008     |
| CFZ do Rio                                  | Brasil    | 2008-2009     |
| Atlético Tubarão (a préstamo de CFZ do Rio) | Brasil    | 2008          |
| 1. FC Lok Stendal                           | Alemania  | 2009          |
| Citizen AA                                  | Hong Kong | 2009          |
| America-RJ                                  | Brasil    | 2010–presente |

- Datos: Q3181830